# Trabea ornatipalpis
Trabea ornatipalpis là một loài nhện trong họ Lycosidae.
Loài này thuộc chi Trabea. Trabea ornatipalpis được Anthony Russell-Smith miêu tả năm 1982.